# Stipa ucrainica
Stipa ucrainica is een plant uit de grassenfamilie (Poaceae). De soort komt voor in de steppegordel van het noordoosten van Bulgarije en Oekraïne oostwaarts tot het zuiden van Rusland. De wetenschappelijke naam werd gepubliceerd door Pavel A. Smirnov in 1926.
... · 
S. capillata · 
S. lessingiana · 
S. pennata · 
S. pontica · 
S. pulcherrima · 
S. tirsa · 
S. ucrainica · 
S. zalesskii · 
...